# David Valence
Pour les articles homonymes, voir Valence.
David Valence, né le 7 octobre 1981 à Épinal (Vosges), est un homme politique français.
Membre du Parti radical et un temps de l'UDI ainsi que de MR, il est maire de Saint-Dié-des-Vosges et président de sa communauté d'agglomération de 2014 à 2022. Il est en parallèle vice-président du conseil régional du Grand Est, et préside le Conseil d'orientation des infrastructures depuis 2021.
Il est élu député de la deuxième circonscription des Vosges en 2022 et siège en tant qu'apparenté au groupe Renaissance à l'Assemblée nationale. Lors des élections législatives faisant suite à la dissolution de 2024, il est battu par le candidat du Rassemblement national, Gaëtan Dussausaye.

## Situation personnelle

### Origines et formation
David Valence grandit à Docelles, village situé entre Épinal et Gérardmer où sa famille maternelle est implantée depuis plusieurs générations. Il effectue ses études secondaires à Bruyères et Épinal. Il est titulaire d’un DEA d’histoire contemporaine (2004), diplômé de l’Institut d’études politiques de Paris (2004) et agrégé d'histoire.

### Carrière professionnelle
Professeur agrégé, David Valence enseigne l’histoire médiévale (2005-2006) puis contemporaine à l’Institut d’études politiques de Paris jusqu’en 2014. Il donne aussi des cours aux universités de Paris-Ouest Nanterre-La Défense et d’Orléans.
De 2005 à 2014, il participe à de nombreux colloques et séminaires d’histoire contemporaine, ainsi qu’à l’équipe de recherche Gaulhore (Gaullisme : hommes et réseaux). Il collabore à La Vie des idées, à Nonfiction.fr et à Atlantico. Il crée Trop libre, le blog d’idées de la Fondation pour l'innovation politique (Fondapol), avec l’historien Christophe de Voogd.
En 2010, il est nommé directeur-adjoint de la fondation Charles-de-Gaulle. Il s’y consacre notamment aux manifestations marquant le 50e anniversaire du traité de l'Élysée (2012-2013) et le 50e anniversaire de la reconnaissance de la Chine populaire par la France (2014).

### Vie privée
En janvier 2019, invoquant des insultes reçues sur les réseaux sociaux, il choisit de rendre publique son homosexualité, qu'il dit assumer de longue date. Il se marie avec Olivier Couderc, attaché de presse, en septembre 2022,.

## Parcours politique

### Débuts
David Valence rejoint le Parti radical « valoisien » en 2008. Il y fait la connaissance de la députée européenne Véronique Mathieu et du maire de Nancy André Rossinot, qui accompagnent ses débuts en politique. Par l'intermédiaire de son adhésion au Parti radical, il se trouve affilié à des mouvements centristes, comme l'UDF et l'UDI. 

### Maire de Saint-Dié-des-Vosges

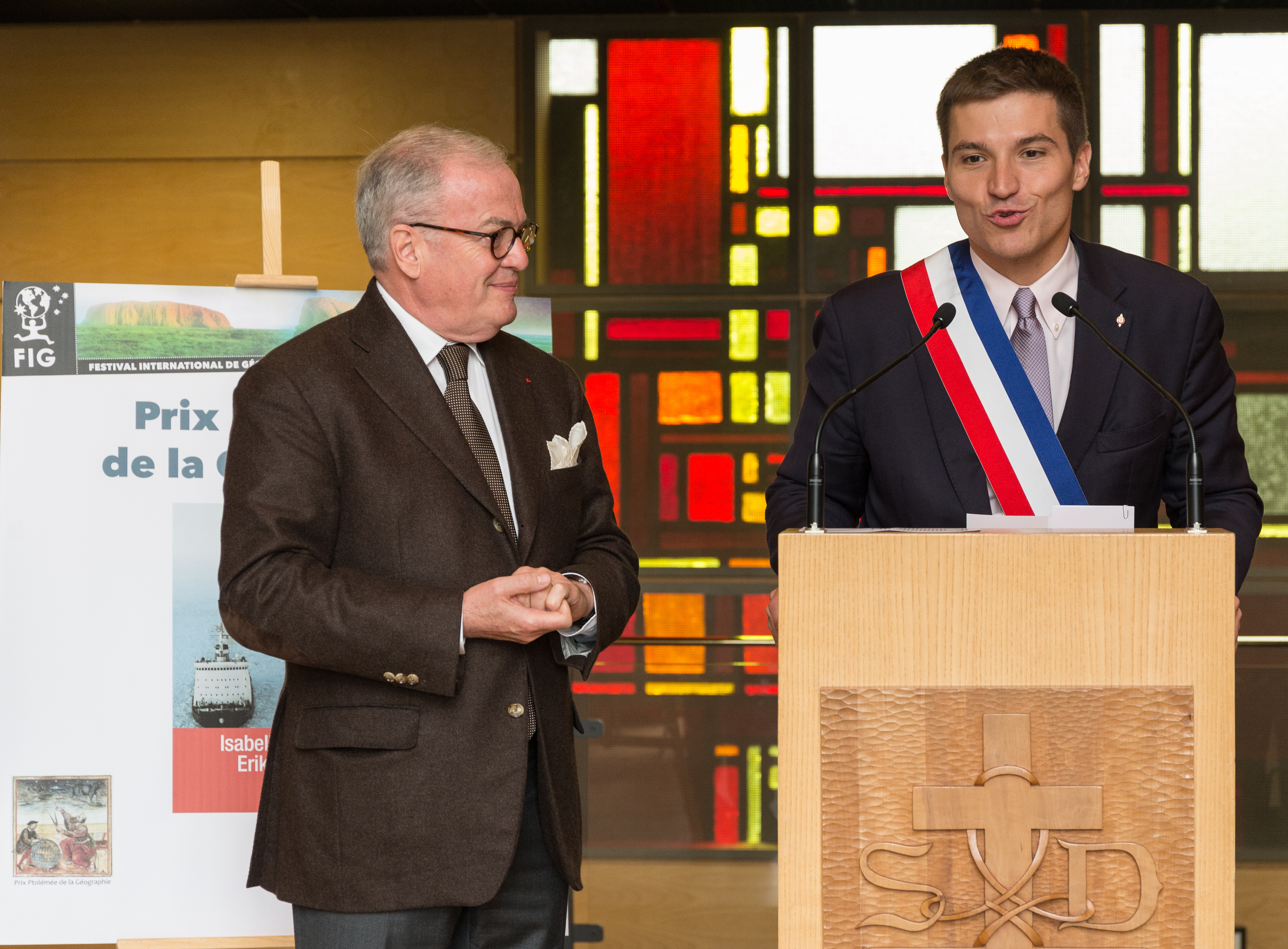
David Valence avec son prédécesseur à la mairie de Saint-Dié-des-Vosges Christian Pierret, au Festival international de géographie de 2015.

La liste d’union du centre et de la droite qu’il conduit aux élections municipales de 2014 à Saint-Dié-des-Vosges l’emporte en triangulaire avec 47,9 % des voix exprimées, permettant l’alternance après 25 années de gestion socialiste. Une partie de la gauche l'a soutenu de façon officieuse. 
Dans la foulée, il est élu président de la communauté de communes de Saint-Dié-des-Vosges, qui devient la communauté d'agglomération de Saint-Dié-des-Vosges en 2017.
Il est réélu maire en 2020, sa liste ayant obtenu 71,8 % des suffrages exprimés dès le premier tour, face à deux autres listes,.

### Responsabilités au conseil régional du Grand Est
Il devient conseiller régional du Grand Est en janvier 2016, puis vice-président du conseil régional délégué aux Mobilités et Infrastructures de transport en octobre 2017. Il est nommé président du Conseil d'orientation des infrastructures (COI) en janvier 2021 par le ministre des Transports, Jean-Baptiste Djebbari, succédant ainsi au socialiste Philippe Duron,,.

### Député de la deuxième circonscription des Vosges
En 2022, comme le Parti radical, il soutient la réélection d’Emmanuel Macron dès le premier tour de l’élection présidentielle,. Ce soutien trouble une partie de la majorité départementale et régionale, qui reste fidèle à la candidate LR-UDI, Valérie Pécresse. La presse souligne alors « qu’à force de volte-face et d’alliances opportunes, David Valence s’est fait de sérieux ennemis ».
Il se présente aux élections législatives qui suivent dans la deuxième circonscription des Vosges avec Charline Prince, maire de Frapelle, pour suppléante. Investi par la confédération Ensemble pour représenter la majorité présidentielle, il ne bénéficie pas du soutien du député sortant Gérard Cherpion, dont il était le suppléant, et fait face à une candidature LR. Arrivé en tête au premier tour avec 30,1 % des voix, il est élu au second avec 50,5 % des suffrages au second tour face au candidat du RN, Gaëtan Dussausaye. Il l'emporte notamment grâce au vote de Saint-Dié-des-Vosges en sa faveur (63 %).
À son arrivée à l'Assemblée nationale, il intègre le groupe Renaissance en tant qu'apparenté et la commission du Développement durable et de l'Aménagement du territoire. En janvier 2023, il devient le nouveau coordinateur des députés Renaissance au sein de cette commission, succédant à Sandrine Le Feur.
Lors de la formation des gouvernements Borne puis Barnier, l'hypothèse qu'il soit nommé ministre des Transports circule.
Après les élections européennes de 2024, qui sont marquées par une percée de l'extrême droite, le président Macron prononce une dissolution parlementaire, ce qui met fin au mandat législatif de David Valence après moins de deux ans d'exercice. Briguant un nouveau mandat avec le soutien de la majorité présidentielle, il est largement devancé au premier tour et perd le second tour face à Gaëtan Dussausaye, de nouveau candidat RN et qui réunit cette fois 52,8 % des suffrages exprimés.

## Affaire judiciaire
En septembre 2024, l'hebdomadaire Marianne révèle que David Valence est visé par une enquête judiciaire en raison d'un contrat d'un montant de 168 000 euros signé en 2016 entre l'ancien maire de Saint-Dié-des-Vosges, via le Centre communal d’action sociale (CCAS), et une société spécialisée dans les assurances dont le dirigeant a financé sa campagne municipale de 2014. Ce contrat visait à réaliser un diagnostic des contrats d'assurance de la commune « pour trouver des solutions d'améliorations »,.
Mais selon Marianne, l'entreprise n'a « pas fourni de travail effectif depuis 2016 ». Son successeur à la mairie, Bruno Toussaint, déclare avoir « immédiatement dénoncé la convention » en 2023, après sept ans d'exécution, et se refuse à tout autre commentaire, tout comme l'ancienne directrice du CCAS. De son côté, David Valence affirme découvrir aujourd'hui la durée de ce contrat et dénonce un « coup tordu à visée politique ». En octobre 2024, une plainte de l’association anticorruption « AC !! » s'ajoute à l’enquête judiciaire en cours,,.

## Résultats électoraux

### Élections législatives
| Année | Nuance | Nuance  | Circonscription | 1er tour | 1er tour | 1er tour | 2d tour | 2d tour | 2d tour |
| Année | Nuance | Nuance  | Circonscription | Voix     | %        | Rang     | Voix    | %       | Issue   |
| ----- | ------ | ------- | --------------- | -------- | -------- | -------- | ------- | ------- | ------- |
| 2022  |        | PRV-ENS | 2e des Vosges   | 10 233   | 30,12    | 1er      | 15 823  | 50,55   | Élu     |
| 2024  |        | PRV-ENS | 2e des Vosges   | 14 592   | 30,84    | 2e       | 22 422  | 47,23   | Battu   |

### Élections municipales
| Année | Nuance | Nuance | Commune              | Position      | 1er tour | 1er tour | 1er tour | 2d tour | 2d tour | 2d tour | Sièges (CM) |
| Année | Nuance | Nuance | Commune              | Position      | Voix     | %        | Rang     | Voix    | %       | Rang    | Sièges (CM) |
| ----- | ------ | ------ | -------------------- | ------------- | -------- | -------- | -------- | ------- | ------- | ------- | ----------- |
| 2014  |        | UD     | Saint-Dié-des-Vosges | Tête de liste | 3 206    | 36,12    | 1er      | 4 275   | 47,94   | 1er     | 27 / 35     |
| 2020  |        | DVC    | Saint-Dié-des-Vosges | Tête de liste | 3 308    | 71,77    | 1er      |         |         |         | 29 / 33     |

## Détail des mandats et fonctions électives

### Mandats en cours
- Depuis le 4 janvier 2016 : conseiller régional du Grand Est.
- Depuis le 29 janvier 2021 : président du Conseil d'orientation des infrastructures (COI).
- Depuis le 20 octobre 2022 : président de la commission Transports, Mobilités et Infrastructures du conseil régional du Grand Est.

### Anciens mandats
- Du 16 avril 2014 au 31 décembre 2016 : président de la communauté de communes de Saint-Dié-des-Vosges.
- Du 4 avril 2014 au 1er juillet 2022 : maire de Saint-Dié-des-Vosges.
- Du 13 juin 2014 au 8 février 2016 : président du Pays de la Déodatie (PETR)[38].
- Du 2 janvier 2017 au 3 juillet 2022 : président de la communauté d'agglomération de Saint-Dié-des-Vosges.
- Du 20 octobre 2017 au 20 octobre 2022 : vice-président du conseil régional du Grand Est, délégué aux Mobilités et aux Infrastructures de transport.
- Du 22 juin 2022 au 9 juin 2024 : député de la 2e circonscription des Vosges (XVIe législature de la Ve République).

## Publications
- (avec François Bouchard), Ferroviaire : l’ouverture à la concurrence, une chance pour la SNCF, Fondation pour l’innovation politique, 2019.
- (avec Bruno Poucet), La loi Edgar Faure : réformer l’université après 1968, Presses universitaires de Rennes, 2016[39].
- Charles de Gaulle : rompre à tous risques, éditions du Monde, 2013.
- « Les droites et la rue », in Danielle Tartakowsky (dir.), Les Manifestations de rue à Paris de 1880 à nos jours, Presses universitaires de Rennes, 2011.
- « Une prise en main rigoureuse de l’appareil d’État ? Le pouvoir gaulliste face aux hauts fonctionnaires (1958-1962) », Histoire@politique, revue électronique du Centre d’histoire de Sciences-Po, 2010 [40] .
- (avec Sabine Jansen et Gilles Le Béguec), Naissance et développement des secrétariats administratifs des groupes parlementaires de 1910 au début des années 1970, Assemblée nationale, 2010.
- « Le gaullisme dans les Vosges sous la IVe République », in François Audigier et Frédéric Schwindt (dir.), Gaullisme et gaullistes dans la France de l'Est sous la IVe République, Presses universitaires de Rennes, coll. « Histoire », 2009
- « L’opération des jeunes loups ou les débuts en politique de Jacques Chirac », Parlement(s). Revue d’histoire politique, hors-série N°5, 2009.
- « Un RPF pour quelles élites ? » in Serge Berstein, Pierre Birnbaum, Jean-Pierre Rioux (dir.), De Gaulle et les élites, La Découverte, 2008.

## Distinction
- Chevalier de l'ordre national du Mérite (2018)[41]